# Hôpital central de Carélie du Nord
L'hôpital central de Carélie du Nord (finnois : Pohjois-Karjalan keskussairaala) est un hôpital situé dans le quartier de Niinivaara à  Joensuu en Finlande.

## Présentation
L'hôpital central de Carélie du Nord est un hôpital construit en 1953 et il est le premier hôpital central du pays.
L'hôpital est situé sur la colline Niinivaara de Joensuu, où l'on peut apercevoir son bâtiment principal blanc à des dizaines de kilomètres jusqu'à Koli. 
Le bâtiment de 12 étages mesure 45 mètres de haut.
Le bâtiment de l'hôpital a été conçu par les architectes Jussi Paatela et Olli Pöyry.

## Vues de l'hôpital

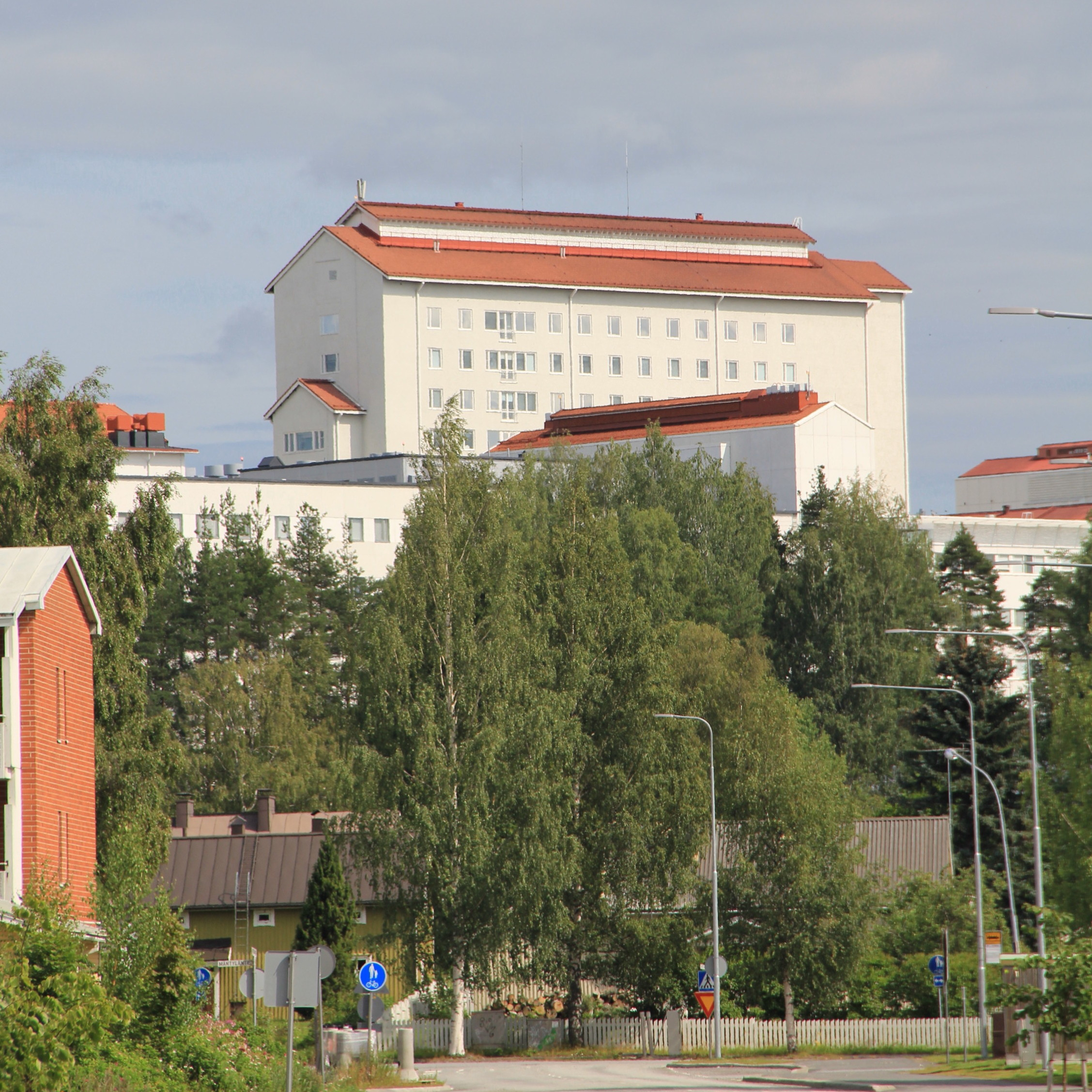
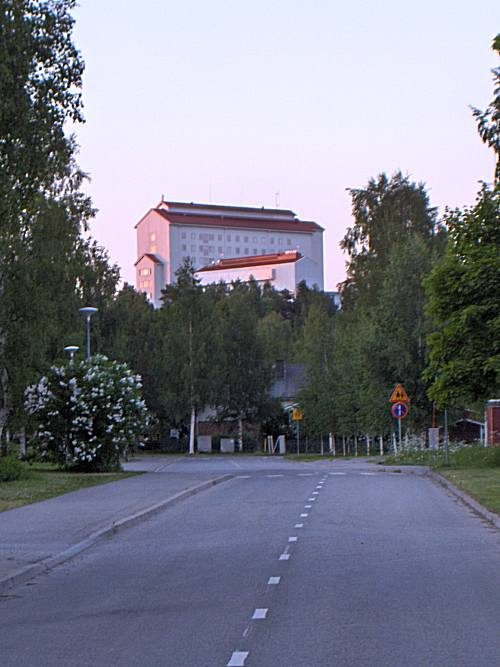
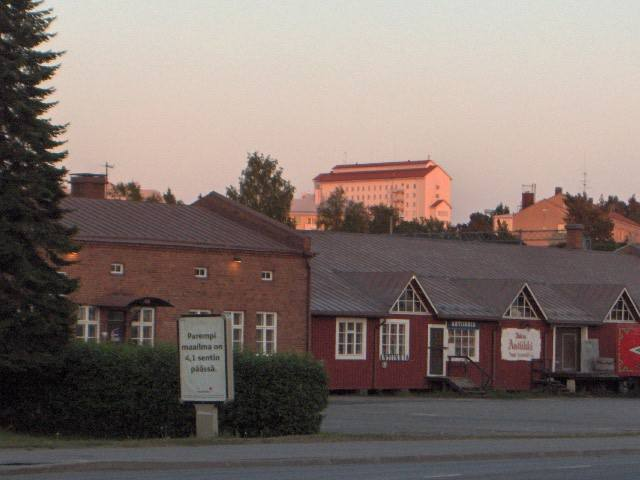